# A Billboard Hot 100 listavezetői 2003-ban

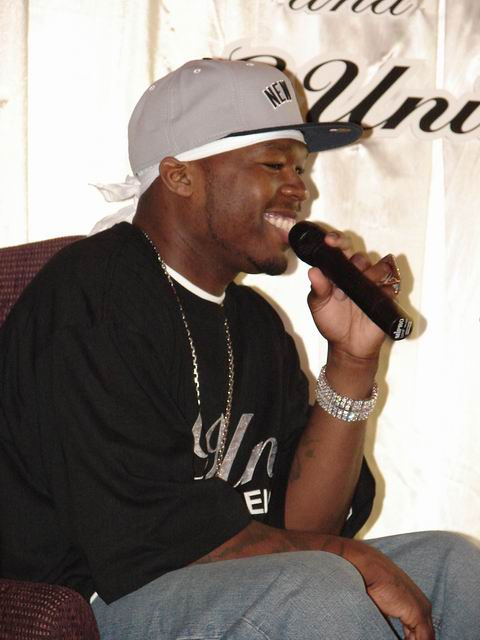
50 Cent In da Club kislemeze az egyik leghosszabb ideig listavezető dal volt 2003-ban, kilenc héttel. Az év legjobban teljesítő száma.

A Billboard Hot 100 egy slágerlista, amely rangsorolja az Egyesült Államokban legjobban teljesítő kislemezeket. A streaming adatok, a digitális és fizikális eladások, illetve a rádiós teljesítmény alapján készült listát a Billboard magazin teszi közzé hetente, az Nielsen SoundScan adatait használva. 2003-ban 11 kislemez érte el az első helyet.
Az évben tíz előadó szerezte meg első listavezető dalát: B2K, LL Cool J, 50 Cent, Sean Paul, Nate Dogg, Clay Aiken, Murphy Lee, Ludacris és Shawnna. Beyoncé, ugyan volt már első helyezett dala a Destiny’s Child tagjaként, is ebben az évben szerezte meg első listavezető számát szólóelőadóként. P. Diddy, 50 Cent, Sean Paul és Beyoncé érte el a lista első helyét többször ebben az évben, 50 Cent háromszor.
50 Cent és Knowles kislemezei voltak leghosszabb ideig a lista első helyén: az In da Club és a Baby Boy is kilenc hetet töltött listavezetőként. Az Outkast Hey Ya! kislemeze is kilenc hetet töltött elsőként, de ebből csak három volt 2003-ban. Ugyan hat hetet 2004-ben töltött az élen, a Billboard 2003 egyik leghosszabb ideig listavezető számának nevezte. Eminem Lose Yourself című dala összesen 12 hetet töltött a lista élén, 2003-ban négyet. Knowles dalai voltak listavezetők a leghosszabb ideig, összesen 17 hétig, a Crazy in Love és a Baby Boy kislemezekkel. A második 50 Cent volt 13 héttel.
A Get Busy és a Baby Boy sikereit követően Sean Paul dancehall-előadó lett a legsikeresebb jamaicai előadó a Billboard Hot 100 történetében. Hét közreműködés volt első 2003-ban, amely a legtöbb volt a rock-éra 1955-ös kezdete óta. Az első listavezető közreműködés az 1967-es Somethin’ Stupid volt, Frank Sinatra és Nancy Sinatra munkája. 2004-ben később újra beállították a rekordot, majd 2006-ban megdöntötték nyolc közreműködéssel.

## Lista

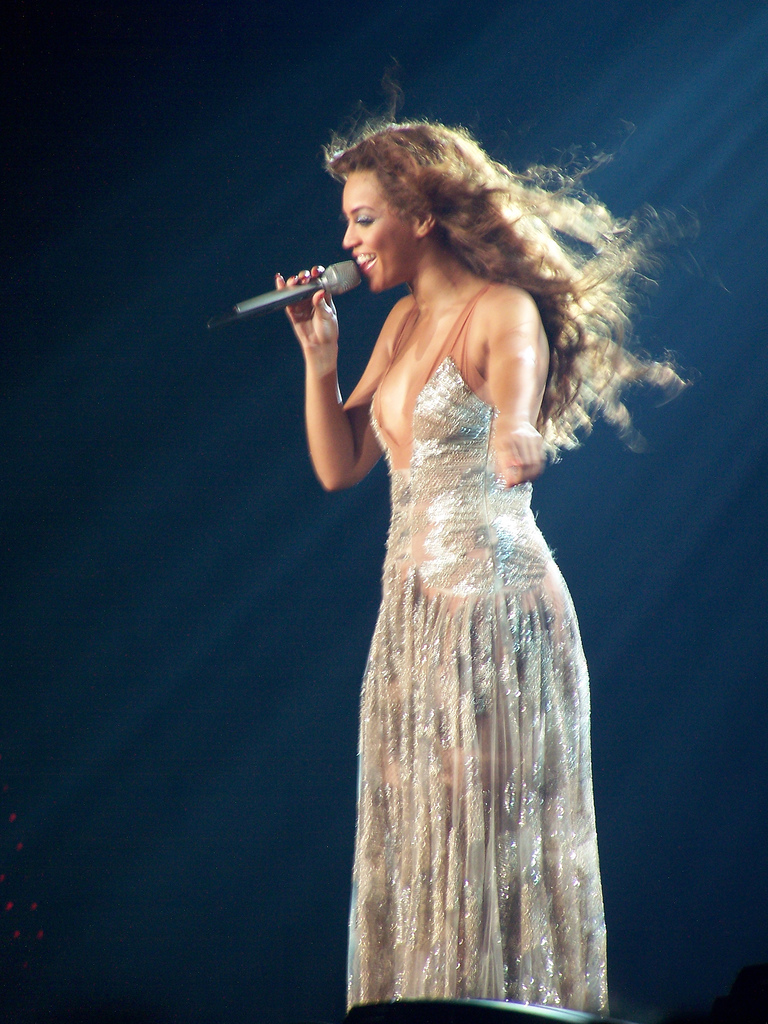
Beyoncé két dala is vezette a listát, a Crazy in Love és a Baby Boy.

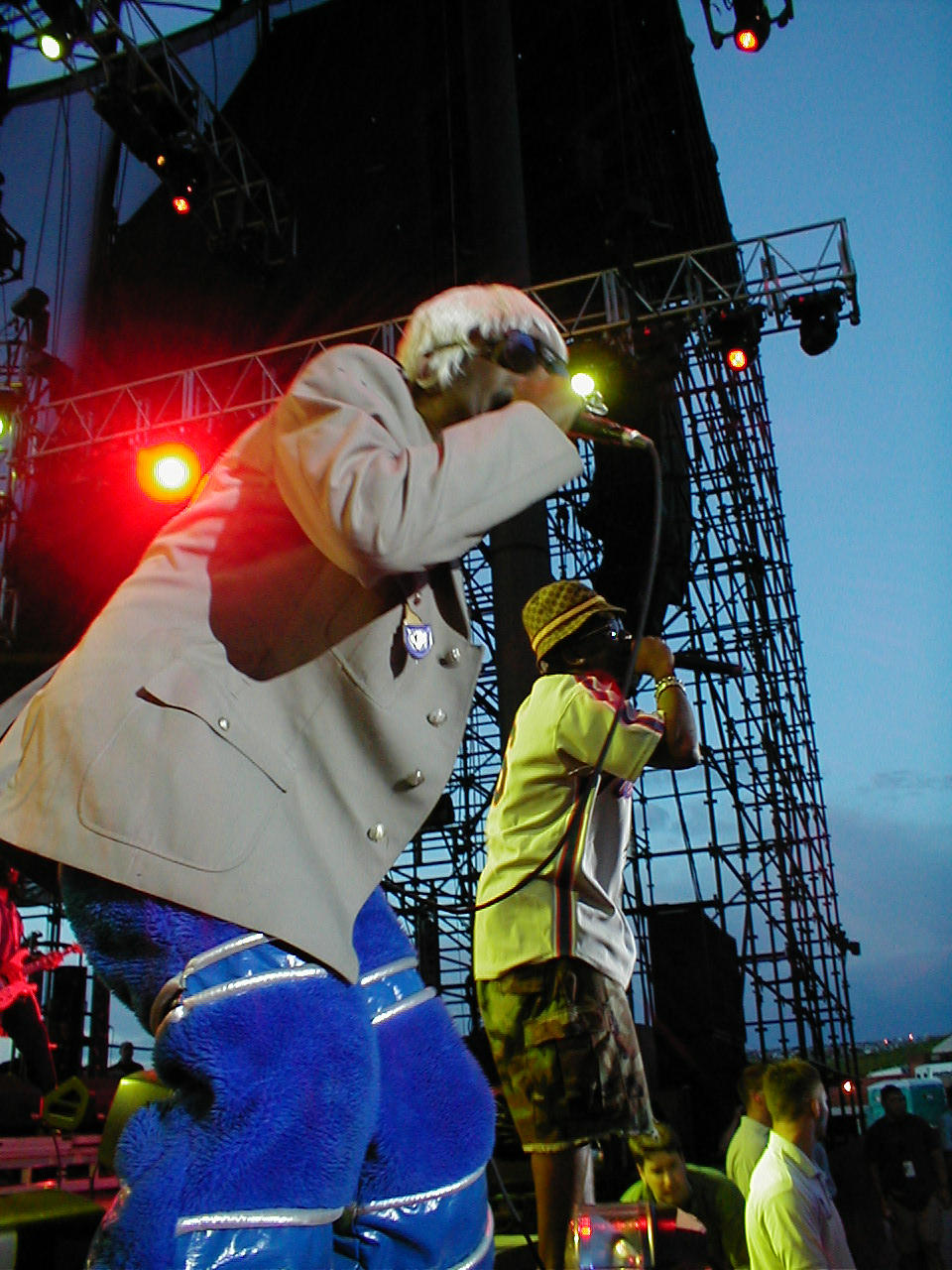
Az Outkast Hey Ya! című dala sorozatban kilenc hétig vezette a listát

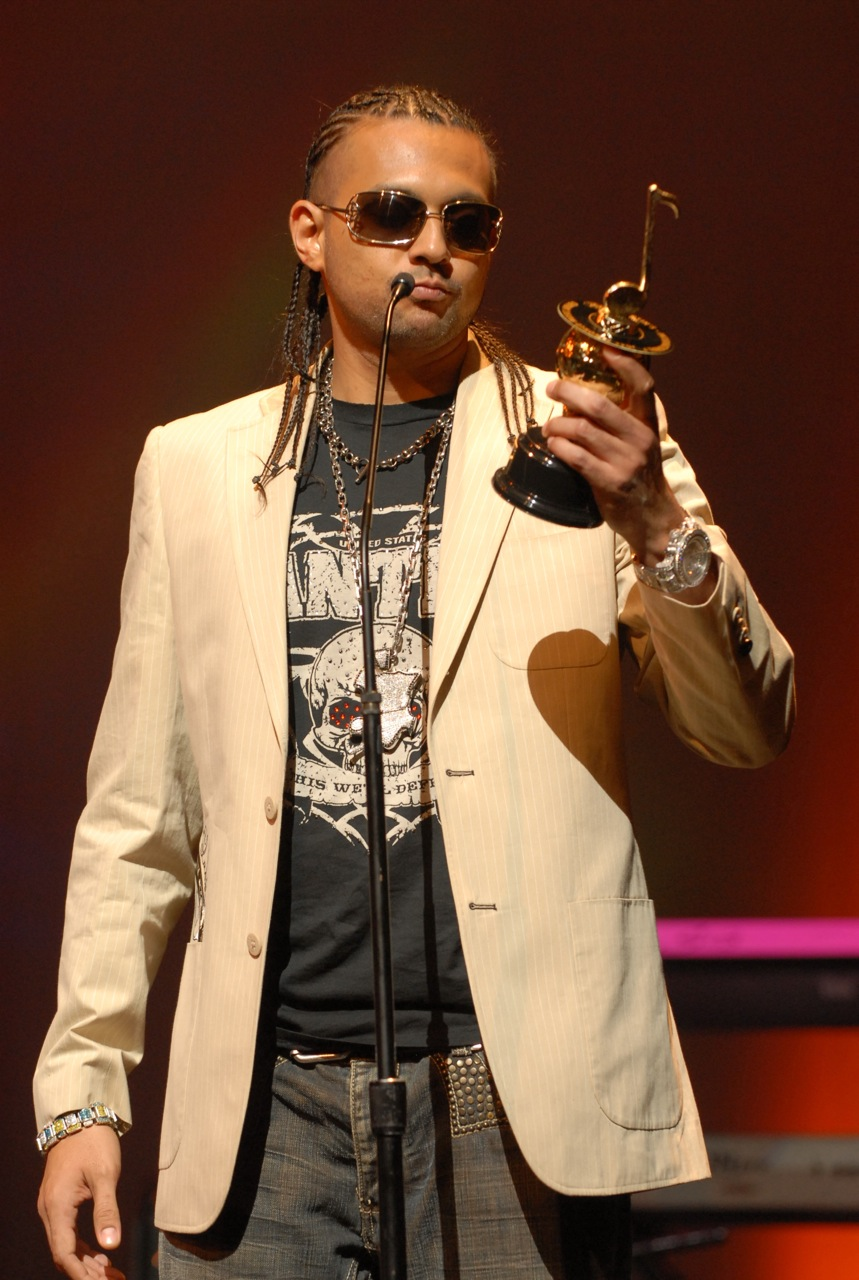
A Get Busy és a Baby Boy sikereit követően Sean Paul dancehall-előadó lett a legsikeresebb jamaicai előadó a Billboard Hot 100 történetében

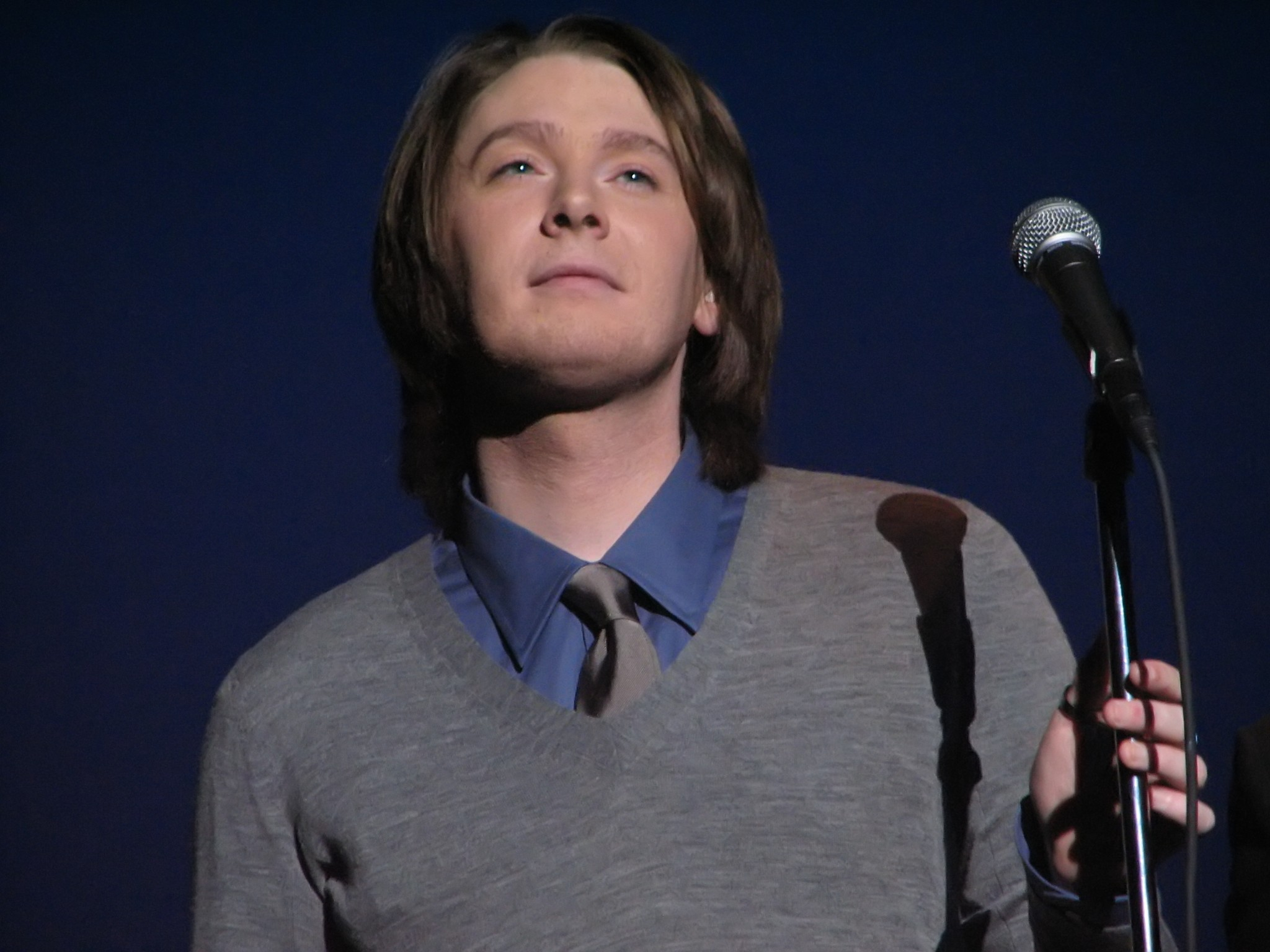
American Idol-szereplő Clay Aiken debütáló kislemeze, a This Is the Night első helyen debütált a slágerlistán, az első kislemezként 1998 óta

| 2003 legjobban teljesítő kislemezét jelöli. |

| No. | Dátum          | Dal                  | Előadó(k)                                  | For.            |
| --- | -------------- | -------------------- | ------------------------------------------ | --------------- |
| 888 | január 4.      | Lose Yourself        | Eminem                                     | [ 1 ]           |
| 888 | január 11.     | Lose Yourself        | Eminem                                     | [ 2 ] [ 3 ]     |
| 888 | január 18.     | Lose Yourself        | Eminem                                     | [ 4 ] [ 5 ]     |
| 888 | január 25.     | Lose Yourself        | Eminem                                     | [ 6 ] [ 7 ]     |
| 889 | február 1.     | Bump, Bump, Bump     | B2K, P. Diddy közreműködésével             | [ 8 ] [ 9 ]     |
| 890 | február 8.     | All I Have           | Jennifer Lopez, LL Cool J közreműködésével | [ 10 ] [ 11 ]   |
| 890 | február 15.    | All I Have           | Jennifer Lopez, LL Cool J közreműködésével | [ 12 ] [ 13 ]   |
| 890 | február 22.    | All I Have           | Jennifer Lopez, LL Cool J közreműködésével | [ 14 ] [ 15 ]   |
| 890 | március 1.     | All I Have           | Jennifer Lopez, LL Cool J közreműködésével | [ 16 ] [ 17 ]   |
| 891 | március 8.     | In da Club           | 50 Cent                                    | [ 18 ] [ 19 ]   |
| 891 | március 15.    | In da Club           | 50 Cent                                    | [ 20 ] [ 21 ]   |
| 891 | március 22.    | In da Club           | 50 Cent                                    | [ 22 ] [ 23 ]   |
| 891 | március 29.    | In da Club           | 50 Cent                                    | [ 24 ] [ 25 ]   |
| 891 | április 5.     | In da Club           | 50 Cent                                    | [ 26 ] [ 27 ]   |
| 891 | április 12.    | In da Club           | 50 Cent                                    | [ 28 ] [ 29 ]   |
| 891 | április 19.    | In da Club           | 50 Cent                                    | [ 30 ] [ 31 ]   |
| 891 | április 26.    | In da Club           | 50 Cent                                    | [ 32 ] [ 33 ]   |
| 891 | május 3.       | In da Club           | 50 Cent                                    | [ 34 ] [ 35 ]   |
| 892 | május 10.      | Get Busy             | Sean Paul                                  | [ 36 ] [ 37 ]   |
| 892 | május 17.      | Get Busy             | Sean Paul                                  | [ 38 ] [ 39 ]   |
| 892 | május 24.      | Get Busy             | Sean Paul                                  | [ 40 ] [ 41 ]   |
| 893 | május 31.      | 21 Questions         | 50 Cent, Nate Dogg közreműködésével        | [ 42 ] [ 43 ]   |
| 893 | június 7.      | 21 Questions         | 50 Cent, Nate Dogg közreműködésével        | [ 44 ] [ 45 ]   |
| 893 | június 14.     | 21 Questions         | 50 Cent, Nate Dogg közreműködésével        | [ 46 ] [ 47 ]   |
| 893 | június 21.     | 21 Questions         | 50 Cent, Nate Dogg közreműködésével        | [ 48 ] [ 49 ]   |
| 894 | június 28.     | This Is the Night    | Clay Aiken                                 | [ 50 ] [ 51 ]   |
| 894 | július 5.      | This Is the Night    | Clay Aiken                                 | [ 52 ] [ 53 ]   |
| 895 | július 12.     | Crazy in Love        | Beyoncé, Jay-Z közreműködésével            | [ 54 ] [ 55 ]   |
| 895 | július 19.     | Crazy in Love        | Beyoncé, Jay-Z közreműködésével            | [ 56 ] [ 57 ]   |
| 895 | július 26.     | Crazy in Love        | Beyoncé, Jay-Z közreműködésével            | [ 58 ] [ 59 ]   |
| 895 | augusztus 2.   | Crazy in Love        | Beyoncé, Jay-Z közreműködésével            | [ 60 ] [ 61 ]   |
| 895 | augusztus 9.   | Crazy in Love        | Beyoncé, Jay-Z közreműködésével            | [ 62 ] [ 63 ]   |
| 895 | augusztus 16.  | Crazy in Love        | Beyoncé, Jay-Z közreműködésével            | [ 64 ] [ 65 ]   |
| 895 | augusztus 23.  | Crazy in Love        | Beyoncé, Jay-Z közreműködésével            | [ 66 ] [ 67 ]   |
| 895 | augusztus 30.  | Crazy in Love        | Beyoncé, Jay-Z közreműködésével            | [ 68 ] [ 69 ]   |
| 896 | szeptember 6.  | Shake Ya Tailfeather | Nelly, P. Diddy és Murphy Lee              | [ 70 ] [ 71 ]   |
| 896 | szeptember 13. | Shake Ya Tailfeather | Nelly, P. Diddy és Murphy Lee              | [ 72 ] [ 73 ]   |
| 896 | szeptember 20. | Shake Ya Tailfeather | Nelly, P. Diddy és Murphy Lee              | [ 74 ] [ 75 ]   |
| 896 | szeptember 27. | Shake Ya Tailfeather | Nelly, P. Diddy és Murphy Lee              | [ 76 ] [ 77 ]   |
| 897 | október 4.     | Baby Boy             | Beyoncé, Sean Paul közreműködésével        | [ 78 ] [ 79 ]   |
| 897 | október 11.    | Baby Boy             | Beyoncé, Sean Paul közreműködésével        | [ 80 ] [ 81 ]   |
| 897 | október 18.    | Baby Boy             | Beyoncé, Sean Paul közreműködésével        | [ 82 ] [ 83 ]   |
| 897 | október 25.    | Baby Boy             | Beyoncé, Sean Paul közreműködésével        | [ 84 ] [ 85 ]   |
| 897 | november 1.    | Baby Boy             | Beyoncé, Sean Paul közreműködésével        | [ 86 ] [ 87 ]   |
| 897 | november 8.    | Baby Boy             | Beyoncé, Sean Paul közreműködésével        | [ 88 ] [ 89 ]   |
| 897 | november 15.   | Baby Boy             | Beyoncé, Sean Paul közreműködésével        | [ 90 ] [ 91 ]   |
| 897 | november 22.   | Baby Boy             | Beyoncé, Sean Paul közreműködésével        | [ 92 ] [ 93 ]   |
| 897 | november 29.   | Baby Boy             | Beyoncé, Sean Paul közreműködésével        | [ 94 ] [ 95 ]   |
| 898 | december 6.    | Stand Up             | Ludacris, Shawnna közreműködésével         | [ 96 ] [ 97 ]   |
| 899 | december 13.   | Hey Ya!              | Outkast                                    | [ 98 ] [ 99 ]   |
| 899 | december 20.   | Hey Ya!              | Outkast                                    | [ 100 ] [ 101 ] |
| 899 | december 27.   | Hey Ya!              | Outkast                                    | [ 102 ] [ 103 ] |